# Ted Drake
Edward Joseph Drake (Southampton, Inglaterra; 16 de agosto de 1912 - Raynes Park, Wimbledon, 30 de mayo de 1995), más conocido como Ted Drake, fue un jugador y entrenador de fútbol inglés, y un jugador de críquet también. Ganó la liga inglesa de fútbol con el Arsenal Football Club en la temporada 1934-35, y marcó seis goles de cinco partidos para la Selección Inglesa de Fútbol.
Como entrenador, ganó la liga con el Chelsea Football Club en la temporada 1954-55 y fue entrenador asistente en el FC Barcelona de España en 1970.

## Carrera como futbolista

### Southampton
Drake empezó su carrera como futbolista en el equipo de una fábrica en Southampton y luego con el Winchester City Football Club. Su primer club profesional fue el Southampton Football Club de su ciudad de nacimiento. Su primer partido fue el 14 de noviembre de 1931 contra el Swansea Town, y firmó su primer contrato profesional ese mes; fue el delantero titular del equipo para la temporada 1931-32.
En la temporada de 1932-33 marcó 20 goles en 33 partidos. Ya con su actuación en su primera temporada, llamó la atención del Arsenal de Herbert Chapman quien intento contratar a Drake, pero el delantero decidió quedarse en The Dell. En el encuentro inaugural de la temporada 1933-34, Drake anotó un triplete al Bradford City, ya en los primeros cinco encuentros del año, el delantero registraba ocho goles. En marzo de esa temporada en la Football League Division Two ya tenía 22 goles.
A pesar de que los Saints rechazaron varias ofertas del Arsenal por el delantero, el club decidió vender al jugador. Drake jugó un total de 74 encuentros por el Southampton, y anotó 48 goles.

### Arsenal
Fichó por el Arsenal Football Club en marzo de 1934 por £6500 y marcó en su primer partido contra el Wolverhampton Wanderers (el 24 de marzo). Arsenal ganó la liga esa temporada 1933-34, pero Drake llegó demasiado tarde para obtener la medalla. En la temporada 1934-35 marcó 42 goles en 41 partidos por la First Division - incluido tres tripletes y cuatro poker (4 goles en un partido). Además de dos goles en la FA Cup y el Charity Shield. Drake en total anotó 44 goles esa temporada, rompiendo el anterior récord del club de Jack Lambert.
La siguiente temporada 1935-36, el 14 de diciembre de 1935 Drake anotó siete goles al Aston Villa en el Villa Park, récord que se mantiene hasta el día de hoy. En ese encuentro, el referí anuló un gol que Drake alegó legítimo, donde el balón golpeó el travesaño y rebotó en la línea de meta. Ese año, Drake ganó la FA Cup con el Arsenal, donde anotó el gol de victoria en la final. La temporada 1937-38 volvió a ganar la First Division.
A pesar de sus continuas lesiones, Drake continuó siendo el delantero central titular del Arsenal por el resto de la década de los 30, logró ser el goleador del equipo durante cinco temporadas consecutivas (1934-35 a 1938-39). 
La Segunda Guerra Mundial golpeó Reino Unido cortando la carrera del delantero, quien sirvió en la Real Fuerza Aérea durante el conflicto.
Ya en tiempos de paz en 1945, una lesión en la columna vertebral durante un encuentro contra Reading lo forzó a retirarse como jugador. Con 139 goles en 184 partidos, Drake es junto a Jimmy Brain el quinto goleador histórico del Arsenal.

### Internacional
Su primer partido por la selección de fútbol de Inglaterra fue contra Italia, el campeón mundial, el 14 de noviembre de 1934; encuentro conocido como la "Batalla de Highbury". Había 7 jugadores del Arsenal y Drake marcó el último de los tres goles para Inglaterra en una victoria por 3-2.
El 2 de diciembre de 1936, Drake marcó una tripleta contra la selección de fútbol de Hungría en una victoria por 6-2 en el estadio de su club. 
El último partido internacional de Drake fue contra la selección de fútbol de Francia el 26 de mayo de 1938, cuando marcó dos goles. En total jugó cinco encuentros por los tres leones y anotó seis goles.

## Carrera como jugador de críquet
La carrera de Drake como jugador de críquet fue de 1931 hasta 1935 con el Hampshire County Cricket Club. Él jugó 16 partidos con una media de 8,11 puntos. En su mejor partido marcó 45 puntos contra Glamorgan.

## Carrera como entrenador

### Hendon y Reading
Luego de su retiro como jugador, Drake fue el entrenador del modesto Hendon Football Club en 1946, y luego el Reading desde 1947, que en ese entonces jugaba en la Divion Three South, tercera división inglesa. Logró el segundo lugar en la temporada 1948-49 y 1951-52, sin embargo en esos años solo el campeón de división conseguía el ascenso.

### Chelsea
Fue el entrenador del Chelsea Football Club desde junio de 1952 hasta septiembre de 1961. En la temporada 1954-55 consiguió ganar la primera First Division para el Chelsea, y con esto Drake fue el primer hombre que ganó la liga como jugador y entrenador. Sus jugadores eran conocidos como <<Drake's Ducklings>> (los patitos de Drake) porque muchos eran jóvenes, por ejemplo Jimmy Greaves y Terry Venables. También, en el idioma inglés, <<Drake>> significa un pato masculino. Sin embargo en los siguientes años, con campañas irregulares, el club en la mitad de la tabla y una derrota por FA Cup ante el Crewe Alexandra de la cuarta división, Drake fue despedido del club  a finales de la temporada 1961-62.
En 1970 Drake fue entrenador asistente del FC Barcelona de Vic Buckingham, por seis meses.

## Últimos años
Cuando era jubilado y viejo, le gustó ir a partidos de críquet. Ted Drake murió en su casa el 30 de mayo de 1995, en Raynes Park, una afuera en el suroeste de Londres.

## Clubes

### Como jugador
ref.
| Club        | País       | Año       | Part. | Goles |
| ----------- | ---------- | --------- | ----- | ----- |
| Southampton | Inglaterra | 1931-1934 | 74    | 48    |
| Arsenal     | Inglaterra | 1934-1945 | 184   | 139   |

### Como entrenador
| Club    | País       | Año       |
| ------- | ---------- | --------- |
| Hendon  | Inglaterra | 1946-1947 |
| Reading | Inglaterra | 1947-1952 |
| Chelsea | Inglaterra | 1952-1961 |

## Palmarés

### Como jugador

#### Títulos nacionales
| Título                         | Club    | País       | Año     |
| ------------------------------ | ------- | ---------- | ------- |
| Football League First Division | Arsenal | Inglaterra | 1934-35 |
| Football League First Division | Arsenal | Inglaterra | 1937-38 |
| FA Cup                         | Arsenal | Inglaterra | 1935-36 |

#### Títulos internacionales
| Título                    | Club                    | País        | Año  |
| ------------------------- | ----------------------- | ----------- | ---- |
| British Home Championship | Selección de Inglaterra | Reino Unido | 1935 |

#### Distinciones individuales
| Distinción                                           | Año  |
| ---------------------------------------------------- | ---- |
| Máximo goleador de la Football League First Division | 1935 |

### Como entrenador

#### Títulos nacionales
| Título                         | Club    | País       | Año     |
| ------------------------------ | ------- | ---------- | ------- |
| Football League First Division | Chelsea | Inglaterra | 1954-55 |